# Rhynchoryza
Rhynchoryza és un gènere de plantes de la família de les poàcies. La seva única espècie: Rhynchoryza subulata (Nees) Baill., és originària de Sud-amèrica al Paraguai i l'Argentina.

## Sinonímia
- Oryza subulata Nees[2]